# Ogoniastek jelitowy
Ogoniastek jelitowy (lamblia jelitowa, wielkouściec jelitowy, giardia jelitowa; łac. Giardia lamblia, Giardia intestinalis, Giardia duodenalis) – pierwotniak z grupy wiciowców (spokrewniony z innymi wiciowcami z supergrupy Excavata – eugleninami, świdrowcami i innymi), wywołujący jedną z najczęściej występujących chorób pasożytniczych u ludzi, psów i kotów – giardiozę. Przyczepiony specjalną przyssawką pasożytuje u ssaków na komórkach nabłonkowych jelita lub pęcherzyka żółciowego.

## Budowa

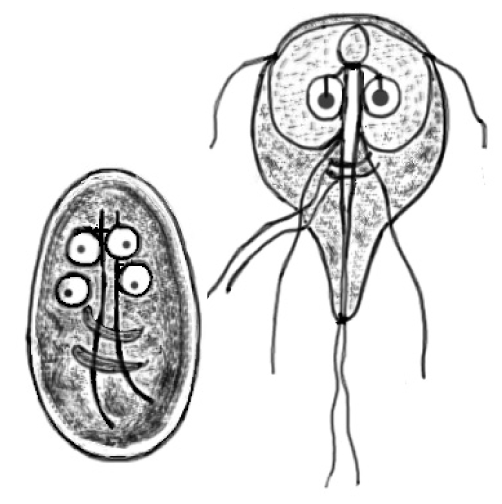
Cysta i trofozoit (od lewej)

Trofozoit ogoniastka jelitowego jest długości od 9–12 μm, szerokości 5–15 μm, grubości 2–4 μm. Cechą charakterystyczną jest obecność podwójnych organelli (dwóch jąder komórkowych, dwóch aparatów parabazalnych, dwóch kompletów wici), które są ułożone symetrycznie względem osi ciała. Każda z wici wychodzi z innego, oddzielnego kinetosomu. Ogoniastek jelitowy ma ponadto specjalny dysk czepny, rodzaj przyssawki umożliwiający przyczepienie się do mikrokosmków jelita. Komórka pierwotniaka nie zawiera mitochondriów, ich rolę spełniają prawdopodobnie drobne struktury zwane mitosomami.

## Cykl życiowy

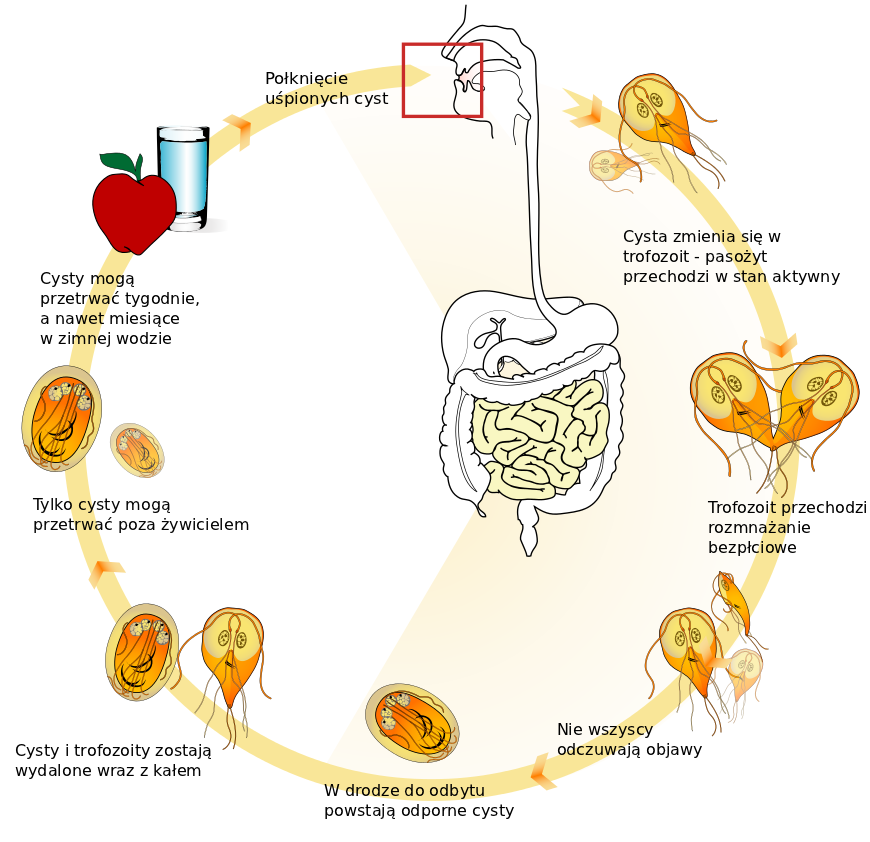
Cykl życiowy ogoniastka jelitowego

Do zarażenia dochodzi w wyniku spożycia pokarmu lub wody skażonej kałem ludzkim. Pasożyt kolonizuje środkowy odcinek przewodu pokarmowego – dwunastnicę i jelito czcze. Tu przyczepia się do ścianki jelita i intensywnie mnoży. W świetle jelita dochodzi do przeobrażenia w bardzo odporne na warunki środowiskowe cysty, które są wydalane z kałem. Cysta jest owalna, długości 8–12 μm, szerokości 6–10 μm. Charakteryzuje się dużą odpornością na czynniki środowiska zewnętrznego – w wodzie chlorowanej w temperaturze 18 °C przeżywa do trzech miesięcy, w wodzie z rzeki lub jeziora do kilku miesięcy, w wilgotnym kale około 3 tygodni. Do zakażenia lambliami dochodzi w wyniku połknięcia cyst. Giardioza jest jedną z chorób brudnych rąk.

## Etymologia
Nazwa gatunkowa lamblia honoruje Wilhelma Duszana Lambla, czeskiego lekarza. Nazwa rodzajowa Giardia upamiętnia francuskiego zoologa Alfreda Mathieu Giarda.